# Poire d'Abbeville
Espèce
Classification phylogénétique
La poire d'Abbeville est une spécialité ancienne picarde, une curiosité de l'Abbevillois, retrouvée de justesse. 

## Origine
Pour les spécialistes en pomologie, la Poire d'Abbeville serait une variété ancienne, originaire d'Abbeville ou de Boulogne-sur-Mer, on ne sait plus très bien.

## Description

### Fruit
Le pédoncule est léger au départ "et gros à l'attache". L'œil est presque "au ras de l'assiette" et il est "bien fermé". Il comporte des bosses bien caractéristiques et "des côtes". La couleur correspond exactement à la description d'Alphonse Mas. Des parties liégeuses se trouvent aussi sur le fruit.
Tous les détails figurent dans «  le traité de pomologie d’Alphonse Mas  », éminent botaniste du XIXe siècle, qui décrit son aspect, sa texture, son goût.

## Utilisations
C'est une poire destinée à la cuisson.[réf. souhaitée]